# Fàbrica al carrer Sant Vicent Ferrer 12 d'Alcoi
La fàbrica al carrer Sant Vicent Ferrer 12, situada a la ciutat d'Alcoi (l'Alcoià), País Valencià, és un edifici d'estil modernista valencià construït l'any 1915, que va ser projectat per l'arquitecte Timoteo Briet Montaud.
L'edifici va ser realitzat en 1915 per al seu ús com a fàbrica i habitatge. La construcció, de reduïdes dimensions, consta de planta baixa i una única altura.
Posseeix una decoració austera i funcional, pròpia de l'ús pel qual va ser edificada. Destaca l'elaboració en pedra de part de la façana, la senzilla ornamentació modernista de tipus geomètric de la porta i el finestral de la planta baixa i de les finestres de la primera altura. La combinació del color verd amb la pedra de la façana ressalta el conjunt.